# جوسلار (مقاطعة)
جوسلار هي مقاطعة في سكسونيا السفلي، ألمانيا. يحدها (من الشمال ومع عقارب الساعة) مقاطعة غوتينغن، نورتهايم، هيلدسهايم وفولفنبوتل، مدينة زالتسغيتر، و وولاية ساكسونيا أنهالت (مقاطعة هارز) وتورينغن (نوردهاوزن).

## روابط خارجية
- Official website (بالألمانية)